# Guido De Philippis
Guido De Philippis (né le 16 août 1985 à Fiesole) est un mathématicien italien. Il travaille sur le calcul des variations, les équations aux dérivées partielles et la théorie géométrique de la mesure. Il travaille à l'École internationale supérieure d'études avancées.

## Formation et carrière
Guido De Philippis étudie les mathématiques à l'université de Florence où il est diplômé en 2009 sous la supervision d'Emanuele Paolini puis il part en 2012 à l'École normale supérieure de Pise où il est doctorant de Luigi Ambrosio et Luis Caffarelli. Il obtient son doctorat avec une thèse intitulée « Regularity of optimal transport maps and applications ». Il travaille comme post-doctorant en 2013 au Centre Hausdorff pour les mathématiques à Bonn, puis en 2014 à l'université de Zürich et en 2015 il est Chargé de Recherche des CNRS à l'École normale supérieure de Lyon. En 2016 il est nommé professeur assistant à l'École internationale supérieure d'études avancées (SISSA) à Trieste.

## Prix et distinctions
Il est lauréat en 2014 du prix Carlo Miranda.
En 2016, il a reçu le prix de la Société mathématique européenne, « pour ses contributions exceptionnelles à la régularité des solutions de l'équation de Monge-Ampère et des cartes optimales et pour son travail approfondi sur les inégalités de stabilité quantitative pour la première valeur propre du Laplacien et la rigidité dans certaines inégalités de type isopérimétrique. ». En 2018, il a reçu la médaille Stampacchia décernée par l'Union mathématique italienne. En 2021, il a reçu le prix ISAAC ainsi que le prix Antonio-Feltrinelli décerné par l'Académie des Lyncéens.

## Publications (sélection)
- avec Alessio Figalli : The Monge-Ampère equation and its link to optimal transportation, Bull. AMS, vol. 51, 2014, p. 527–580 DOI 10.1090/S0273-0979-2014-01459-4
- avec Alessio Figalli : "Partial regularity results in optimal transportation." In Trends in Contemporary Mathematics, pp. 293–307, série Springer INdAM, vol. 8, 2014
- avec Filip Rindler : "On the structure of A-free measures and applications" in Ann. of Math. (2) 184 (2016), non. 3, 1017-1039]
- Regularity of optimal transport maps and applications, Ed. della Normale, Springer 2013 (Dissertation)